# Седьмая вода
«Седьмая вода» — русская фолк-группа из города Рыбинска, существовавшая в 1987—2001 годах. Репертуар группы — русские народные песни и городской романс в собственной интерпретации, а также песни с собственной музыкой на стихи различных поэтов. Самоопределение жанра — акустический постфолк. Среди достоинств группы называли композиторский талант Дмитрия Соколова, запоминающийся вокал Марины Соколовой и мультиинструментализм Мити Кузнецова.

## История
Группа «Седьмая вода» была образована в январе 1987 года в Рыбинске. Создатели — супруги Марина и Дмитрий Соколовы. На публике она впервые показалась в 1988 году, посетив программу «Открытая дверь» на Ленинградском телевидении, куда группа попала при поддержке Дюши Романова и Севы Гаккеля из группы «Аквариум». После этого стали активно даваться концерты. В 1989 году «Седьмая вода» участвовала в фестивале в Пущино, выступала в Великобритании и Ирландии. В 1990 году группа дала более 50 концертов в 9 штатах США.
В 1990 году был записан и выпущен на кассете американской фирмой «Elf records» первый альбом — «Красота». Песни из альбома ротировались на российских радиостанциях, занимая лидирующие позиции в фолк хит-парадах, особую популярность приобрёл романс «Колокольчик». В 1992 году на фестивале «Фермер-92» «Седьмая вода» была названа открытием года. Несколько раз «Седьмая вода» выступала вместе с группой «Калинов мост» и Иваном Смирновым. В 1993 году по приглашению Артемия Троицкого группа появилась в программе «Экзотика». Телеканал «РТР» снял передачу о группе.
В 1994 году «Седьмая вода» записала альбом «Глиняная Родина». ГТРК «Ярославия» выпустила фильм-видеоверсию «Глиняная Родина», занявшую второе место на фестивале развлекательных телепрограмм и видеоклипов стран СНГ. Студия «Московские окна» издала для России на одной кассете альбомы «Красота» и «Глиняная Родина».
В 1995 году в Брюсселе на «MDC records» вышел ретроспективный СD «Избранное». Телерадиокампания «Мир» сняла фильм «Надежда» о «Седьмой воде», режиссёр Сергей Логинов.
В этом же году Митя Кузнецов уходит из группы ради сольных проектов, что привело, фактически, к распаду группы. Она вновь собралась в 1997 году, в связи с юбилейным концертом в честь 10-летия группы.
В 1999 году группа выступала в Западной Европе (Германия, Австрия, Словения). В России давала концерты редко. В 2000 году «Седьмая вода» давала интервью на радио «Маяк», «Радио-1», «Радио 101», радио «Свобода». Дала концерт в ЦДХ.
В 2000 группа записала альбом «Люди-ти живут».  В 2001 году Марина Соколова награждается 1-й премией им. Собинова за заслуги в области культуры и искусства.
В 2001 году группа дала последний концерт и окончательно распалась.

## Состав
Основной состав
- Марина Соколова — пение, аккордеон, свирель.
- Митя Кузнецов — пение, свирель, флейта, контрабас-балалайка, кобза, перкуссия.
- Николай Пенин — балалайка, мандолина.
- Дмитрий Соколов — гитара, гусли, бубен, ксилофон, перкуссия.

Музыканты, участвовавшие в группе в разное время
- Николай Семёнов — контрабас (1987—1989)
- Ирина Лысенко — скрипка (1987—1988)
- Ольга Бабаина — скрипка (1989—1991)
- Елена Громова — пение (1989)
- Михаил Сидоров — балалайка (1988—1989)
- Александр Занин — гитара (1989)
- Владимир Прокофьев — пение, гитара (1988—1989)
- Валерий Шихов — гитара (1987—1988)
- Екатерина Ельцова — скрипка (1992—1995)
- Андрей Рыбкин - ударные (1993-1994)
- Геннадий Васильев — аккордеон, баян, гармоника (1994—2001)
- Мария Кашицина — скрипка (1996−1998)
- Александр Селезнёв — бас-гитара (1996—1997)
- Дмитрий Денисов — гитара (1998—2001)

## Дискография
- 1990 — «Красота» (1990, «Elf records»; 1994, «Московские окна»)
  1. Царь
  2. Полосынька (русская народная песня)
  3. Колокольчик (слова и музыка — Евгений Юрьев)
  4. Женитьба (слова — Николай Тряпкин)
  5. Кумушки (русская народная песня)
  6. На горе, горе
  7. Жара (слова — С. Чухин)
  8. Кисуня и крысуня (сл.М.Яснов---муз.В.Щукин)
  9. Красота
  10. Гуси-лебеди (слова — Н. Новиков)
  11. Наплевизм
- 1994 — «Глиняная Родина» (1994, «Московские окна»)
  1. Цыганочка (слова — Давид Самойлов)
  2. Месяц (слова — Сергей Есенин)
  3. В церкви (слова — чешские народные)
  4. Я хочу умереть на Пасху (слова — С. Щербаков)
  5. Деревья
  6. Сон
  7. Грибоедовский вальс (слова — Александр Башлачёв)
  8. Бедненький солдатик (русская народная песня)
  9. Бал Господень (слова и музыка — Александр Вертинский)
  10. Крапива (слова — Самуил Маршак)
- 1994 — «Избранное» (1995, «MDC records»)
  1. Цыганочка (слова — Давид Самойлов, музыка — Дмитрий Соколов)
  2. Жара (слова — С. Чухин, музыка — Дмитрий Соколов)
  3. Полосынька (русская народная песня)
  4. Колокольчик (слова и музыка — Евгений Юрьев)
  5. Месяц (слова — Сергей Есенин, музыка — Дмитрий Соколов)
  6. Лужи (слова — иеромонах Роман (Матюшин), музыка — Марина Соколова)
  7. Женитьба (слова — Николай Тряпкин, музыка — Митя Кузнецов)
  8. Кумушки (русская народная песня)
  9. Бедненький солдатик (русская народная песня)
  10. Клён ты мой опавший (слова — Сергей Есенин, музыка неизвестного композитора)
  11. Грибоедовский вальс (слова — Александр Башлачёв, музыка — Дмитрий Соколов)
  12. Буно Сера (слова — Александр Вулых, музыка — Дмитрий Соколов)
  13. В церкви (слова — чешские народные, музыка — Дмитрий Соколов)
  14. Я хочу умереть на Пасху (слова — С. Щербаков, музыка — Дмитрий Соколов)
  15. Гуси-лебеди (слова — Н. Новиков, музыка — Дмитрий Соколов)
  16. Бал Господень (слова и музыка — Александр Вертинский)
  17. Крапива (слова — Самуил Маршак, музыка — Дмитрий Соколов)
  18. О, Матерь Божья (слова — Сергей Есенин, музыка — Дмитрий Соколов)
- 2000 — «Люди-ти живут» (2000, «Каменье records»)
  1. Пряха (русская народная песня)
  2. Песня Любаши
  3. Неделька
  4. Вот мчится тройка (слова — Фёдор Глинка, музыка — Алексей Верстовский)
  5. Никто меня не любит
  6. На горе, горе
  7. Люди-ти живут
  8. Чёрный ворон (слова — Николай Верёвкин, музыка неизвестного композитора)
  9. Разлука (русская народная песня)
  10. Сама садик я садила
  11. Вьюн над водой
  12. О, мой сынок
  13. Перстень
  14. Ой, мороз, мороз (русская народная песня)

## Фильмография
- «Глиняная Родина» (ГТРК «Ярославия», 1993)
- «Надежда» (МТРК «Мир», 1995)